# Ривер Риџ (Луизијана)
Ривер Риџ (енгл. River Ridge) насељено је место без административног статуса у америчкој савезној држави Луизијана.

## Демографија
По попису из 2010. године број становника је 13.494, што је 1.094 (-7,5%) становника мање него 2000. године.
| Група             | 2000.          | 2010.          |
| Белци             | 12.324 (84,5%) | 10.858 (80,5%) |
| Афроамериканци    | 1.603 (11,0%)  | 1.639 (12,1%)  |
| Азијати           | 114 (0,8%)     | 122 (0,9%)     |
| Хиспаноамериканци | 426 (2,9%)     | 700 (5,2%)     |
| Укупно            | 14.588         | 13.494         |